# 6 Pack
Albums de Nelly
The Best of Nelly
(2009) 5.0
(2010)
6 Pack est un EP/best of de Nelly, sorti le 19 octobre 2010.

## Liste des titres
| No | Titre                                | Album original  | Durée |
| -- | ------------------------------------ | --------------- | ----- |
| 1. | Country Grammar (Hot Shit)           | Country Grammar | 4:16  |
| 2. | Ride wit Me (featuring City Spud)    | Country Grammar | 4:51  |
| 3. | Hot in Herre                         | Nellyville      | 3:48  |
| 4. | Dilemma (featuring Kelly Rowland)    | Nellyville      | 4:49  |
| 5. | Over and Over (featuring Tim McGraw) | Suit            | 4:13  |
| 6. | Grillz (featuring Paul Wall)         | Sweatsuit       | 4:39  |